# Percy Spender
Percy Spender (ur. 5 października 1897 w Sydney, zm. 3 maja 1985 w Sydney) – australijski prawnik, polityk i dyplomata. W latach 1949–1951 był ministrem spraw zagranicznych i jednocześnie ministrem ds. terytoriów zewnętrznych w rządzie Australii, w latach 1964–1967 sprawował funkcję prezesa Międzynarodowego Trybunału Sprawiedliwości. Jest uważany za jednego z głównych architektów politycznego zbliżenia Australii i Stanów Zjednoczonych wkrótce po II wojnie światowej.

## Biografia

### Wykształcenie i początki kariery politycznej
Ukończył studia prawnicze na Uniwersytecie w Sydney. Początkowo pracował jako urzędnik państwowy, po czym w 1923 został przyjęty do adwokatury stanu Nowa Południowa Walia. W 1935 otrzymał prestiżowy tytuł zawodowy radcy królewskiego (ang. King's Counsel). Karierę polityczną rozpoczął w 1937, uzyskując mandat w federalnej Izbie Reprezentantów. Choć w wyborach startował jako kandydat niezależny, wkrótce po wejściu do parlamentu przystąpił do Partii Zjednoczonej Australii. W 1944 został członkiem nowo powstałej Liberalnej Partii Australii (LPA).
W kwietniu 1939 wszedł do gabinetu premiera Roberta Menziesa. Początkowo był ministrem bez teki pracującym w resorcie skarbu, a następnie wiceprzewodniczącym Federalnej Rady Wykonawczej. Od marca do października 1940 kierował resortem skarbu, co tradycyjnie jest w Australii najważniejszym stanowiskiem rządowym związanym z polityką gospodarczą. Następnie został ministrem armii. Zachował to stanowisko również w krótkotrwałym gabinecie Arthura Faddena. Jesienią 1941 wraz z całą australijską prawicą przeszedł do opozycji, choć aż do końca wojny pozostawał członkiem ponadpartyjnej Wojennej Rady Doradczej.

### Minister spraw zagranicznych
W 1949, gdy Menzies po raz drugi został premierem, Spender otrzymał w jego gabinecie pieczę nad australijską dyplomacją oraz terytoriami zewnętrznymi, z których najważniejszym była Papua-Nowa Gwinea. Czas jego urzędowania przyniósł wiele niezwykle ważnych wydarzeń w australijskiej polityce zagranicznej, a sam Spender odegrał w nich doniosłą rolę. Trzy najistotniejsze to zawarcie traktatu sojuszniczego z USA i Nową Zelandią (ANZUS), powstanie planu Kolombo (będącego, w pewnym uproszczeniu, azjatyckim odpowiednikiem planu Marshalla, finansowanym przez USA oraz bogatszych członków Wspólnoty Narodów), a także podpisanie powojennego traktatu pokojowego z Japonią (tzw. traktat z San Francisco).

### Późniejsza kariera
W 1951 coraz bardziej skonfliktowany z premierem Spender postanowił wycofać się z czynnego życia politycznego i zaczął realizować się w dyplomacji. Przez siedem kolejnych lat był ambasadorem Australii w USA, zachowując bardzo poważny wpływ na rozwój stosunków tych państw. Następnie jako pierwszy Australijczyk został powołany w skład Międzynarodowego Trybunału Sprawiedliwości w Hadze, gdzie zasiadał przez dziewięć lat, w tym przez trzy ostatnie jako jego prezes. Następnie przeszedł na emeryturę, na której przeżył jeszcze 18 lat. Zmarł w 1985 roku w wieku 87 lat.

### Życie prywatne
Jego syn John Spender poszedł w ślady ojca – przez dziesięć lat był członkiem australijskiego parlamentu, a potem ambasadorem we Francji.

## Odznaczenia
Był kawalerem Orderu Imperium Brytyjskiego klasy Rycerz Komandor oraz Orderu św. Michała i św. Jerzego klasy Rycerz Komandor. Oba te odznaczenia dawały mu prawo używania tytułu Sir przed nazwiskiem.